# Barebone

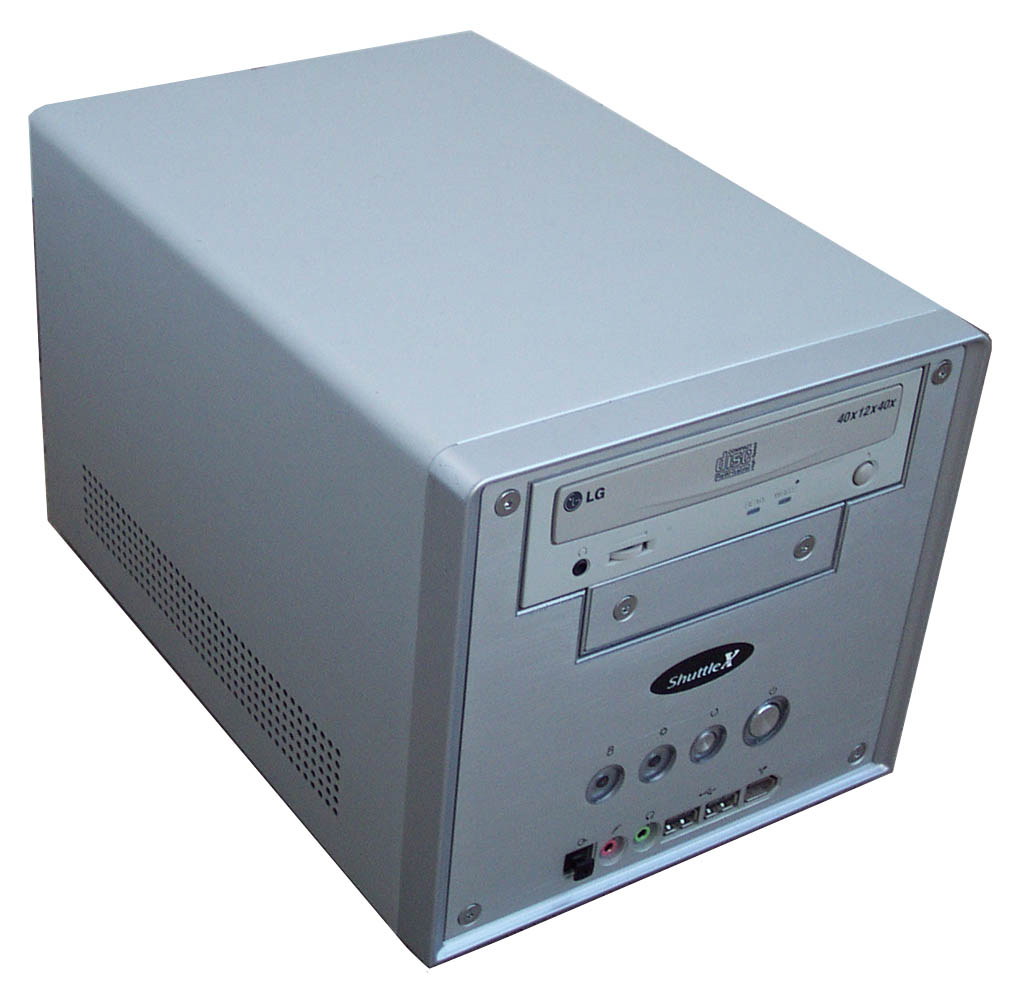
Shuttle SN41G2

En barebonedator (av engelska bare bone, ungefär ’inpå skelettet’) är en inkomplett dator. Den består typiskt av en datorlåda med nätaggregat, moderkort och kylsystem förinstallerade, men kan även innehålla processor och RAM. Tanken är att barebonedatorn ska användas som grund för att bygga en komplett dator med valfria komponenter. Detta är typiskt billigare än att köpa motsvarande dator färdigbyggd.
Barebonedatorer är i allmänhet inte byggda med standardkomponenter i standardformfaktor, vilket gör att de kan vara mindre och kompaktare än motsvarande PC-datorer som bygger på till exempel ATX. Det medför dock att de ofta har färre platser för expansionskort.
Två av de största tillverkarna av barebonedatorer är Asus och Shuttle.